# Katharine Hepburn
Katharine Houghton Hepburn (Hartford, Connecticut, 1907. május 12. – Fenwick, 2003. június 29.) négyszeres Oscar-díjas amerikai színésznő. A színészek között ő a legtöbb Oscar-díjjal kitüntetett színész: tizenkétszer jelölték, melyből négy alkalommal nyerte el a díjat. Ő az első az Amerikai Filmintézet AFI's 100 Years... 100 Stars című, a 25 legnagyobb női filmlegendát felsoroló listáján.

## Élete

### Családja és gyermekkora

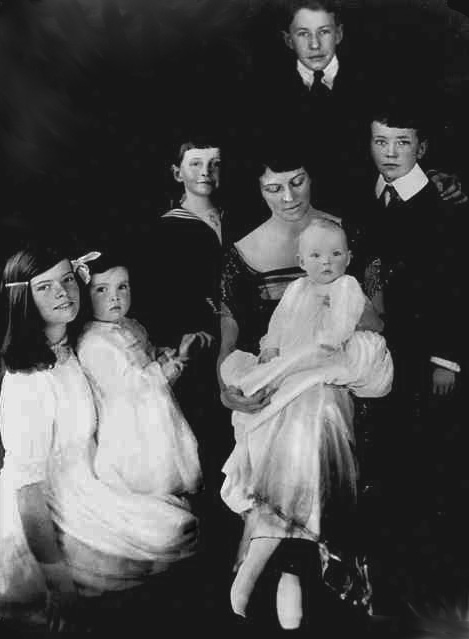
A Hepburn család, balról jobbra Katharine, Marion, Robert, Thomas és Richard. Középen az édesanya, Katharine, ölében Margarettel (1921)

Katharine vagyonos család gyermekeként született a connecticuti Hartfordban. Urológus apja és szüfrazsett anyja nyíltnak, szókimondónak nevelte, de nagyratörő ambícióit a testedzésében is kamatoztatta: úszott, lovagolt, golfozott és teniszezett. A bátyja tizennégyéves korában véletlenül felakasztotta magát, miközben egy apjától tanult csomózási technikával kísérletezett. Katharine-t nagyon megrázta testvére halála, sokáig november 8-át, bátyja születésnapját ünnepelte sajátjaként. A magánórák mellett a Bryn Mawn College hallgatója volt, és itt határozta el, hogy színésznő lesz.

### Karrierjének kezdete
A diploma megszerzése után a Broadwayn és más színházakban kapott kisebb szerepeket. A közönség hamar felfigyelt rá, különösen az 1931-es Art and Mrs. Bottle című darabban. A következő évben A Warrior’s Husband című kalandfilm hercegnő karaktere meghozta számára a hírnevet. Filmes szerepajánlatok egész sora következett, és néhány próbafelvétel után kiválasztották a Búcsú a szerelemtől főszerepére. A film óriási kasszasiker volt, és miután megállapodtak a fizetési igényekben, az RKO Pictures szerződést írt alá Hepburnnel. Két év alatt öt filmet forgatott, a harmadikért, az 1933-as Morning Glory-ért elnyerte élete első Oscar-díját. A negyedik film, az 1933-as Fiatal asszonyok az 1930-as évek egyik legsikeresebb filmjévé vált.
A sikersorozat egy időre kihunyni látszott, ugyanis a színésznő nem volt hajlandó alkalmazkodni Hollywood formanyelvéhez, csillogó világához. Nem viselt sminket, nem adott interjúkat és gyűlölte, ha fényképezik. Általában overált és teniszcipőt viselt. Ha mégis adott interjút valamelyik újságírónak, akkor alkalmanként élvezettel hazudott önmagáról. Egyszer egy riporter megkérdezte tőle, hogy hol volt az esküvője, amire így válaszolt: "Nem emlékszem." Máskor egy másik riporter megkérdezte, hogy ha lesz gyermeke, akkor mennyit szeretne, akkor ez volt Hepburn válasza: "Két fehér és három színes bőrűt". A szokottól eltérő viselkedése meglepte a közönséget, és mikor 1934-ben visszatért a Broadwayre, a The Lake előadásaira, nem a várt sikert érte el. A kritikusok lehúzták a darabot, és a belépőjegyek sem keltek el. Élete Hollywoodba visszatérve sem fordult sokkal sikeresebbre. 1935-től 1938-ig csak két fontosabb filmszerepet kapott: az Alice Adamsben (1935), amelyért megkapta második Oscar-jelölését és a Stage Door című filmben 1937-ben. Az Elfújta a szél végső castingjében ketten maradtak Vivien Leigh-jel, Selznick azonban nem mellette döntött.

### Spencer Tracy
Az éveken át tartó hullámvölgy miatt a közönség beskatulyázta, a kritikusok „kassza-gyilkosnak” bélyegezték. Elhatározta, hogy ismét visszatér a Broadwayre, ahol 1938-ban óriási sikert aratott A Philadelphiai történet című darabbal. Rögtön megvásárolta a filmkészítés jogait, így saját maga tárgyalhatott Hollywooddal a megfilmesítésről, ő választotta ki a színészeket és a rendezőt, George Cukort is. A film 1940-ben a színpadi verziónál is nagyobb sikert hozott, a színésznő megkapta harmadik Oscar-jelölését. Következő, 1942-es filmje, Az év asszonya vezette be Spencer Tracyt Katharine életébe, amely kapcsolat huszonöt éven és nyolc további filmen át tartott. Negyedik Oscar-jelölését is ennek a filmnek köszönhette. Közös filmjeik legsikeresebb darabjai az Ádám bordája (1949), a Pat és Mike (1952), és a Desk Set (1957). Hollywood a leghíresebb románcként tartotta őket nyilván. Kétségtelenül egy pár voltak, de nem éltek együtt folyamatosan, egészen Tracy utolsó pár évéig. Óvatosan távol tartották magukat a sajtó nyilvánosságától, gyakran használták a stúdiók és szállodák hátsó bejáratait. Tracy jámbor katolikus volt, egy másik asszony férje volt 1923 óta, és az is maradt a haláláig. A barátai és az életrajzírók nem Spencer katolikus hitében látták a fő okot, amiért nem vált el a feleségétől, hanem túl bűnösnek érezte volna azt, hogy elhagyja süket fiát, Johnt.
Katharine-nak volt pár szerelmi kapcsolata Tracy előtt, néhány rendezővel. Többek között Howard Hughes producernek és aviátornak is éveken át a szeretője volt egészen 1938-ig. Hepburnnek azonban csak egy igaz szerelme volt egész életében, Spencer Tracy. Amikor Tracy meghalt, Hepburn szíve teljesen összetört, és sohasem nézte meg utolsó filmjüket.
Hepburn figuráját Martin Scorsese is megmintázta a Howard Hughes életéről készült 2004-es Aviátor című filmjében. Cate Blanchett játszotta a szerepét rendkívül hitelesen, amiért elnyerte a legjobb női mellékszereplő díját az Oscar-díjátadáson.

### 1950-es és 1960-as évek

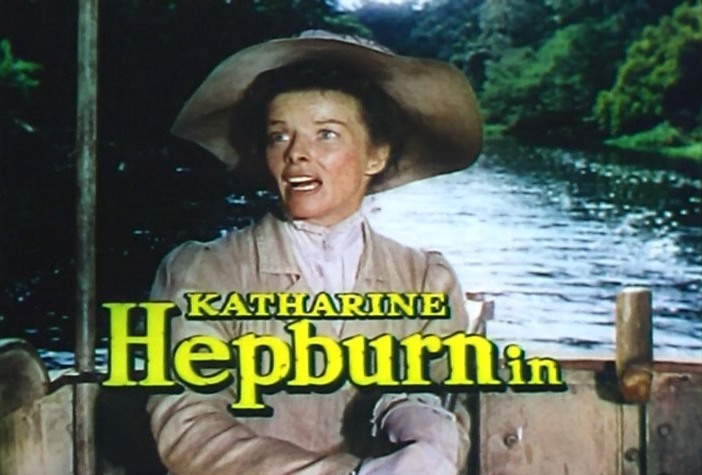
Hepburn Az Afrika királynője című filmben

Az Afrika királynője című filmmel (1951) Humphrey Bogart partnereként az érett asszony szerepkörébe került, és megkapta ötödik Oscar-jelölését. Az 1950-es évek során több filmben is ezt a karaktert hozta (Velence, nyár, szerelem David Lean rendezésében (1955), Az esőcsináló (1956), Múlt nyáron, hirtelen (1959)). Az 1960-as években a rendezők elfelejtették egy időre, főleg azért, mert ideje legnagyobb részét betegeskedő párjára, Spencer Tracyre fordította. Az évtized egyik legsikeresebb filmje, az 1962-es Long Day’s Journey Into Night már a kilencedik akadémiai jelölést hozta meg számára.  Ötéves  kihagyás után együtt forgatták kettejük és egyben Spencer Tracy legutolsó filmjét, a Találd ki, ki jön vacsorára! címűt 1967-ben. Néhány héttel a színész halála után Katharine Hepburn a filmben nyújtott alakításáért elnyerte élete második Oscar-díját. A következő évben Az oroszlán télen című filmmel már a harmadik aranyszobrocskát tarthatta a kezében.

### 1970-es évek
Az 1970-es években a televízió felé fordult (Glass Menagerie (1973), Love Among the Ruins (1975) és a Corn is Green (1979)). Továbbra is feltűnt kisebb mozis szerepekben, többek között 1975-ben a Cogburn, a békebíróban John Wayne partnereként és 1981-ben Henry Fonda oldalán az Az aranytó című filmben, amelyért hazavihette a negyedik Oscar-díját.

### Kései filmes évek
Az 1980-as években további tévéfilmet forgatott, és 1991-ben megírta önéletrajzi könyvét, „Me” (Én) címmel. Utolsó mozifilmje A sors útjai volt 1994-ben, amiben Warren Beatty-vel és Annette Beninggel szerepelt a vásznon. Ugyanebben az évben készült el utolsó tévéfilmje is One Christmas címmel. Az 1990-es évek közepe felé emlékezet-kihagyásai miatt végleg visszavonult a színművészettől, és teljes magányban töltötte napjait. 96 éves korában, otthonában Old Saybrookban halt meg.

## Filmográfia

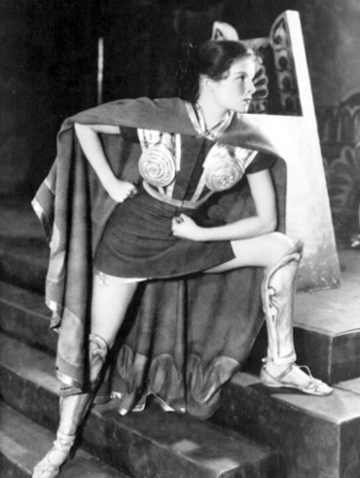
Korai kép Hepburnről a Warrior's Husband darabban (1932)

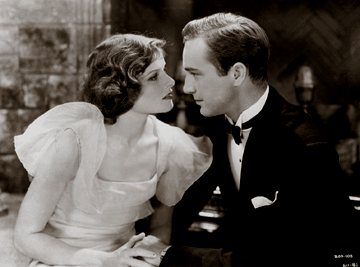
Búcsú a szerelemtől David Mannersszel

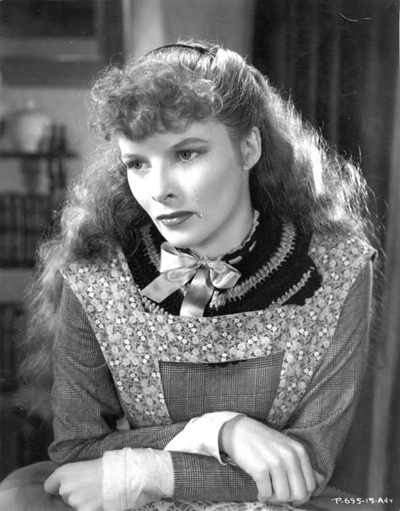
Fiatal asszonyok (1933)

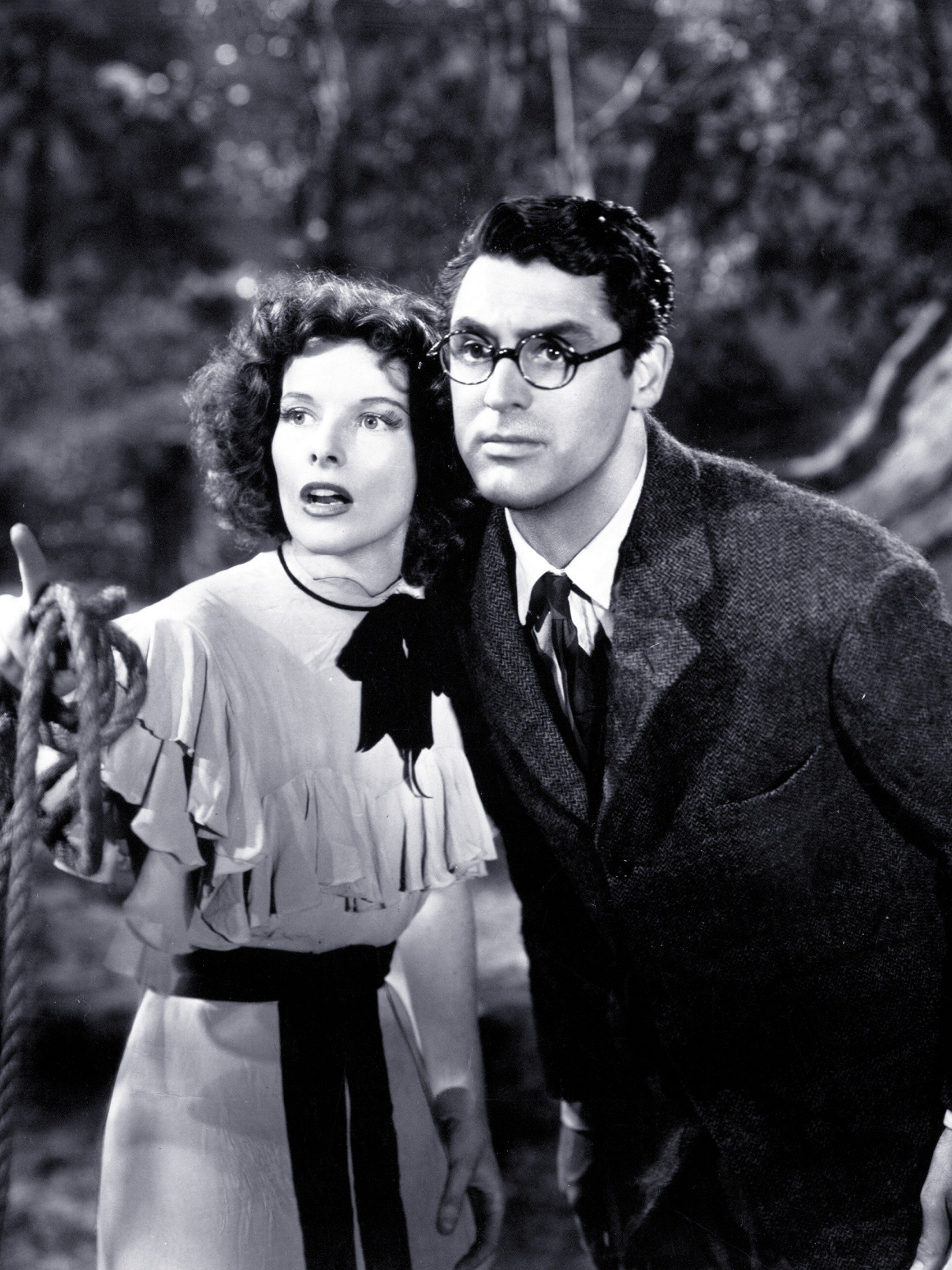
A Párducbébi Cary Granttel (1938)

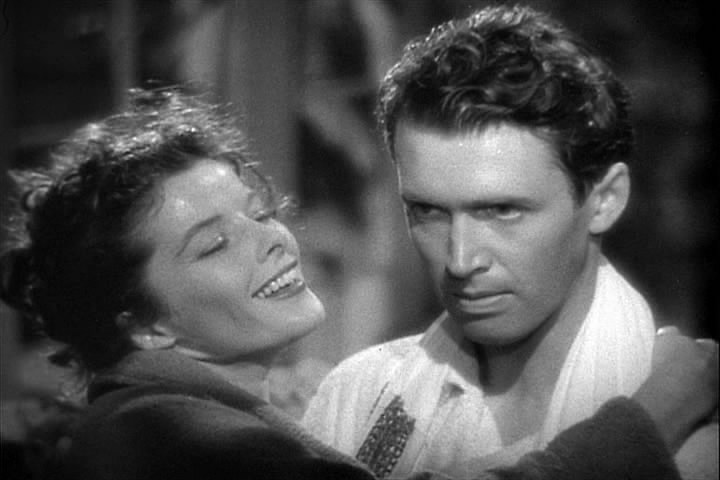
Hepburn a Philadelphiai történetben James Stewarttal

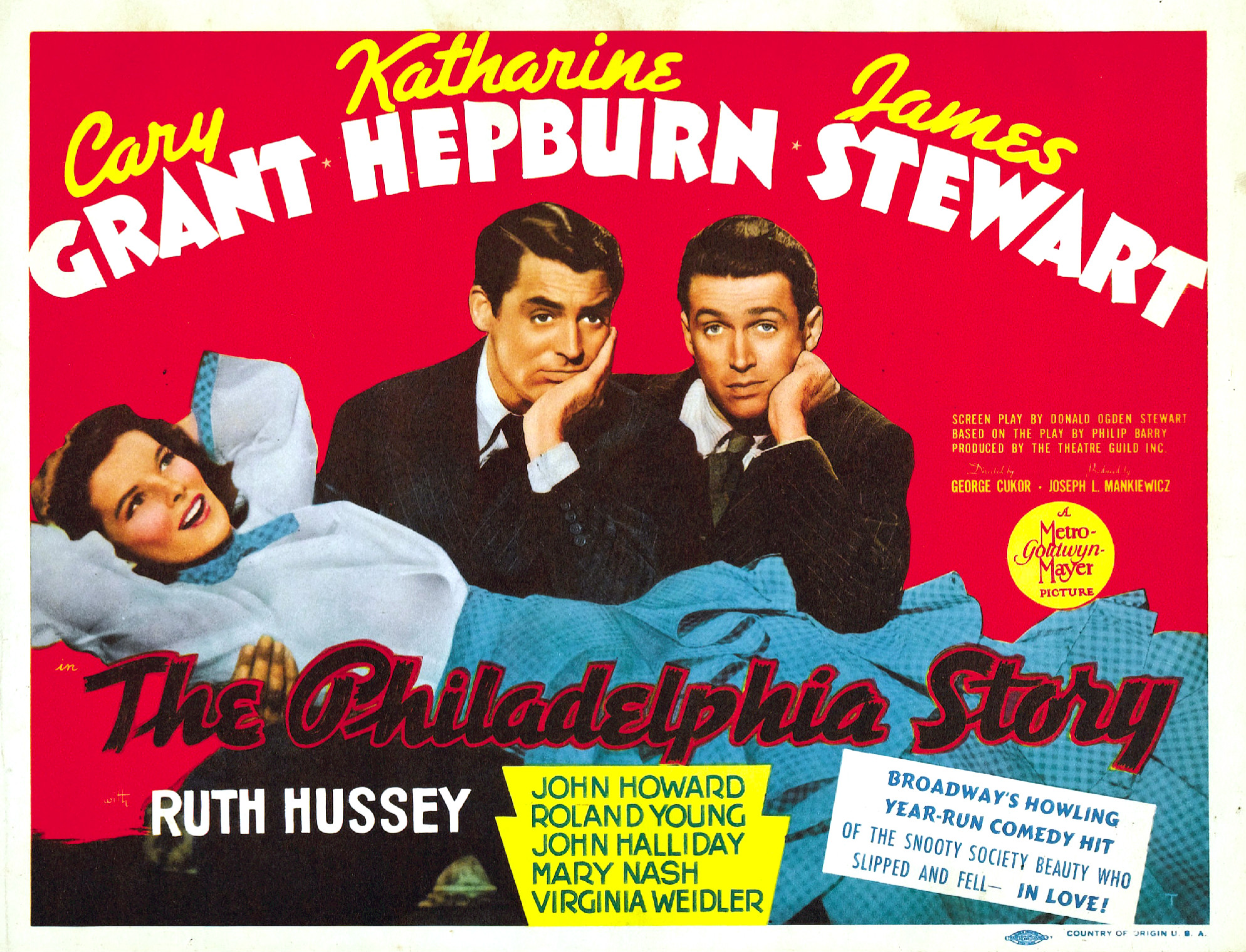
A Philadelphiai történet szórólapja

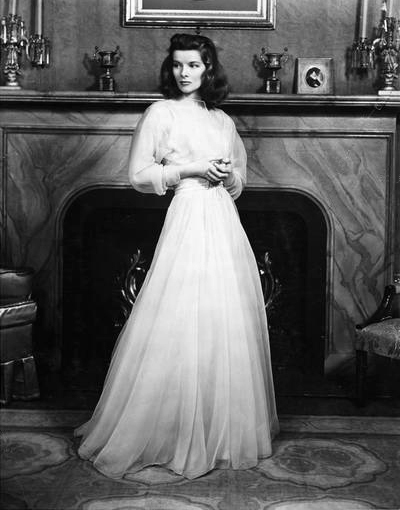
A Philadelphiai történet a színpadon

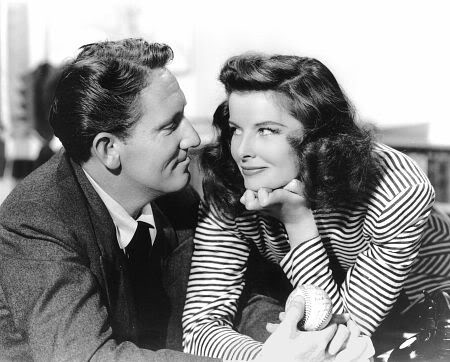
Az év asszonya Spencer Tracyvel (1942)

### Fellépések a Broadwayn[18]
- Night Hostess (1928)
- These Days (1928)
- Art and Mrs. Bottle (1930)
- The Warrior's Husband (1932)
- The Lake (1933–34)
- Philadelphiai történet (1939–40)
- Without Love (1942–43)
- Ahogy tetszik (1950)
- The Millionairess (1952)
- Coco (1969–70)
- A Matter of Gravity (1976)
- The West Side Waltz (1981–82)

### Filmek
| Év   | Cím                                                       | Szerep                   | Magyar hang                                                        | Megjegyzés |
| ---- | --------------------------------------------------------- | ------------------------ | ------------------------------------------------------------------ | --- |
| 1932 | Búcsú a szerelemtől A Bill of Divorcement                 | Sidney                   | n.a                                                                | partner: John Barrymore, rendező George Cukor                                                                               |
| 1933 | A szerető Christopher Strong                              | Lady Cynthia Darrington  | n.a                                                                | |
| 1933 | Morning Glory                                             | Eva Lovelace             | n.a                                                                | Oscar-díj a legjobb női főszereplőnek partner: Douglas Fairbanks Jr.                                                        |
| 1933 | Fiatal asszonyok Little Women                             | Jo                       | n.a                                                                | partner: Lukács Pál, rendező George Cukor                                                                                   |
| 1934 | Spitfire                                                  | Trigger Hicks            | –                                                                  | partner: Robert Young, rendező John Cromwell                                                                                |
| 1934 | Odaadás The Little Minister                               | Babbie                   | n.a                                                                | |
| 1935 | Eszményi asszony Break of Hearts                          | Constance Dane Roberti   | n.a                                                                | |
| 1935 | Alice Adams                                               | Alice Adams              | n.a                                                                | Oscar-díj a legjobb női főszereplőnek (jelölés) rendező George Stevens                                                      |
| 1935 | Sylvia Scarlett                                           | Sylvia Scarlett          | –                                                                  | partner: Cary Grant, rendező George Cukor                                                                                   |
| 1936 | Stuart Mária Mary of Scotland                             | I. Mária skót királynő   | n.a                                                                | partner: Fredric March, rendező John Ford                                                                                   |
| 1936 | A lázadó asszony A Woman Rebels                           | Pamela Thistlewaite      | n.a                                                                | partner: Herbert Marshall                                                                                                   |
| 1937 | Quality Street                                            | Phoebe Throssel          | –                                                                  | partner: Franchot Tone, rendező George Stevens                                                                              |
| 1937 | Álomkapu Stage Door                                       | Terry Randall            | n.a                                                                | partner: Adolphe Menjou, rendező Gregory La Cava                                                                            |
| 1938 | Párducbébi Bringing up Baby                               | Susan Vance              | Kováts Adél                                                        | partner: Cary Grant |
| 1938 | A szerelem beleszól Holiday                               | Linda Seton              | n.a                                                                | partner: Cary Grant, rendező George Cukor                                                                                   |
| 1940 | Philadelphiai történet The Philadelphia Story             | Tracy Lord               | Borbás Gabi                                                        | Oscar-díj a legjobb női főszereplőnek (jelölés) partner: James Stewart és Cary Grant, rendező George Cukor                  |
| 1942 | Az év asszonya Woman of The Year                          | Tess Harding             | Orosz Helga                                                        | Oscar-díj a legjobb női főszereplőnek (jelölés) partner: Spencer Tracy, rendező George Stevens                              |
| 1943 | A láng őrzője Keeper of the Flame                         | Christine Forrest        | n.a                                                                | partner: Spencer Tracy, rendező George Cukor                                                                                |
| 1943 | Stage Door Canteen                                        | Önmaga                   | –                                                                  | rendező Frank Borzage |
| 1944 | Dragon Seed                                               | Jade Tan                 | –                                                                  | |
| 1945 | Szerelem nélkül Without Love                              | Jamie Rowan              | n.a                                                                | partner: Spencer Tracy |
| 1946 | Ellenáramlat Undercurrent                                 | Ann Hamilton             | n.a                                                                | partner: Robert Taylor, rendező Vincente Minnelli                                                                           |
| 1947 | Fűtenger The Sea of Grass                                 | Lutie Cameron Brewton    | n.a                                                                | partner: Spencer Tracy, rendező Elia Kazan                                                                                  |
| 1947 | Szerelmi dal Song of Love                                 | Clara Wieck Schumann     | n.a                                                                | partner: Paul Henreid, rendező Clarence Brown                                                                               |
| 1948 | Az ország állapota State of the Union                     | Mary Matthews            | n.a                                                                | partner: Spencer Tracy, rendező Frank Capra                                                                                 |
| 1949 | Ádám bordája Adam's Rib                                   | Amanda Bonner            | Kovács Nóra                                                        | partner: Spencer Tracy, rendező George Cukor                                                                                |
| 1951 | Afrika királynője The African Queen                       | Rose Sayer               | Kováts Adél                                                        | Oscar-díj a legjobb női főszereplőnek (jelölés) partner: Humphrey Bogart, rendező John Huston                               |
| 1952 | Pat és Mike Pat and Mike                                  | Pat Pemberton            | Kútvölgyi Erzsébet                                                 | partner: Spencer Tracy, rendező George Cukor                                                                                |
| 1955 | Velence, nyár, szerelem Summertime                        | Jane Hudson              | Bánsági Ildikó                                                     | Oscar-díj a legjobb női főszereplőnek (jelölés) partner: Rossano Brazzi, rendező David Lean                                 |
| 1956 | Whisky, vodka, vasmacska The Iron Petticoat               | Vinka Kovelenko százados | Csere Ágnes                                                        | partner: Bob Hope |
| 1956 | Az esőcsináló The Rainmaker                               | Lizzie Curry             | 1. magyar szinkron: Ruttkai Éva 2. magyar szinkron: Kovács Nóra    | Oscar-díj a legjobb női főszereplőnek (jelölés) partner: Burt Lancaster                                                     |
| 1957 | A tudás irodája Desk Set                                  | Bunny Watson             | Piros Ildikó                                                       | partner: Spencer Tracy |
| 1959 | Múlt nyáron, hirtelen Suddenly Last Summer                | Mrs. Violet Venable      | Kováts Adél                                                        | Oscar-díj a legjobb női főszereplőnek (jelölés) partner: Montgomery Clift és Elizabeth Taylor, rendező Joseph L. Mankiewicz |
| 1962 | Hosszú út az éjszakába Long Day's Journey Into Night      | Mary Tyrone              | Hámori Ildikó                                                      | Oscar-díj a legjobb női főszereplőnek (jelölés) partner: Ralph Richardson és Jason Robards, rendező Sidney Lumet            |
| 1967 | Találd ki, ki jön vacsorára! Guess Who's Coming to Dinner | Christina Drayton        | 1. magyar változat: Tolnay Klári 2. magyar változat Törőcsik Mari  | Oscar-díj a legjobb női főszereplőnek partner: Spencer Tracy, rendező Stanley Kramer                                        |
| 1968 | Az oroszlán télen                                         | Aquitániai Eleonóra      | 1. magyar változat: Tolnay Klári 2. magyar változat: Tordai Teri   | Oscar-díj a legjobb női főszereplőnek partner: Peter O’Toole, rendező Anthony Harvey                                        |
| 1969 | The Madwoman of Chaillot                                  | Aurelia grófné           | –                                                                  | partner: Charles Boyer |
| 1971 | The Trojan Women                                          | Hekabé                   | –                                                                  | partner: Vanessa Redgrave és Geneviève Bujold                                                                               |
| 1973 | Kényes egyensúly A Delicate Balance                       | Agnes                    | 1. magyar változat: Tolnay Klári 1. magyar változat: Törőcsik Mari | partner: Paul Scofield, rendező Tony Richardson                                                                             |
| 1973 | The Glass Menagerie                                       | Amanda Wingfield         | –                                                                  | partner: Sam Waterston, rendező Anthony Harvey                                                                              |
| 1975 | Cogburn, a békebíró Rooster Cogburn                       | Eula                     | 1. magyar változat: Tolnay Klári 2. magyar változat: Hámori Ildikó | partner: John Wayne |
| 1975 | Szerelem a romok között Love Among the Ruins              | Jessica Medlicott        | Ruttkai Éva                                                        | partner: Laurence Olivier, rendező George Cukor                                                                             |
| 1978 | Olly Olly Oxen Free                                       | Miss Pudd                | –                                                                  | |
| 1979 | The Corn is Green                                         | Miss Lilly Moffat        | –                                                                  | rendező George Cukor |
| 1981 | Az aranytó On Golden Pond                                 | Ethel Thayer             | Tolnay Klári                                                       | Oscar-díj a legjobb női főszereplőnek partner: Henry Fonda, rendező Mark Rydell                                             |
| 1984 | A végső megoldás Grace Quigley                            | Grace Quigley            | 1. magyar változat: Temessy Hédi 2. magyar változat: Kassai Ilona  | partner: Nick Nolte, rendező Anthony Harvey                                                                                 |
| 1986 | Mrs. Delafield Wants to Marry                             | Margaret Delafield       | –                                                                  | rendező George Schaefer |
| 1988 | Laura Lansing itt lakott Laura Lansing Slept Here         | Laura Lansing            | Tolnay Klári                                                       | rendező George Schaefer |
| 1992 | A férfi fentről The Man Upstairs                          | Victoria Brown           | n.a                                                                | partner: Ryan O’Neal, rendező George Schaefer                                                                               |
| 1994 | Ez nem lehet szerelem This Can't be Love                  | Marion Bennett           | Kassai Ilona                                                       | partner: Anthony Quinn, rendező Anthony Harvey                                                                              |
| 1994 | A sors útjai Love Affair                                  | Ginny                    | Feleki Sári                                                        | |
| 1994 | Egy karácsony együtt One Christmas                        | Cornelia Beaumont        | Gyimesi Pálma                                                      | |

## Díjai

### Oscar-díj
Egyik díj átadásán sem jelent meg személyesen, minden alkalommal mást küldött maga helyett a gálára.
- 1982. legjobb színésznő – Az aranytó
- 1969. legjobb színésznő – Az oroszlán télen
- 1968. legjobb színésznő – Találd ki, ki jön vacsorára!
- 1934. legjobb színésznő – Morning Glory

### BAFTA-díj
- 1983. legjobb színésznő – Az aranytó
- 1969. legjobb színésznő – Az oroszlán télen, Találd ki, ki jön vacsorára!

### Cannes-i Nemzetközi Filmfesztivál
- 1962. legjobb női alakítás díja – Hosszú út az éjszakába

### Velencei Nemzetközi Filmfesztivál
- 1934. Arany Medál: legjobb színésznő – Fiatal asszonyok